# Astragalus megricus
Astragalus megricus är en ärtväxtart som beskrevs av Aleksandr Alfonsovitj Grossgejm. Astragalus megricus ingår i släktet vedlar, och familjen ärtväxter. Inga underarter finns listade i Catalogue of Life.